# Войтех Сташик
Войтех Сташик (словац. Vojtech Stašík; 10 лютого 1915, Пряшів, Словаччина — 2 листопада 1978, Мартін, Словаччина) — словацький художник: живописець, кресляр, ілюстратор книг, автор вітражів, мозаїк та великих настінних картин, створених у дусі реалізму та естетизму.

## Життєпис
Його батьки — Юліус і Анна — померли досить рано. Войтех виростав сиротою.
Навчався в Академії образотворчих мистецтв у Празі, заробляючи на життя малюванням та писанням портретів. У той час також були створені його перші натюрморти і пейзажі.
Вперше представив свої роботи на індивідуальній виставці в Тренчанському Тепліце в 1938. Незадовго до початку Другої світової війни повернувся до Пряшева. У 1941 Сташик переїхав до Мартіна, де на замовлення Матиці словацької (Matica slovenská) мав зробити портрети видатних словацьких національних активістів. Зображення Кароля Кузьмяни та Штефана Мойзеса досі висять у почесному залі Словацької національної бібліотеки.
Перший значний успіх прийшов у 1942, коли Сташик здобув І премію на виставці «Художники для нації» (словац. Umelci pre národ) під час Дунайського ярмарку в Братиславі за картину «Дівчина в білому» (словац. Dievča v bielom). Одночасно працював креслярем у друкарні «Neografia» та ілюстратором книг у видавництвах Живена, Матиця словацька, Своєт, Траносціус. Ілюстрував поезію, оповідання та романи до кінця свого життя.
У 1943 одружився з Ольгою Ратайовою, у сім'ї народилось троє доньок.
Головним зацікавленням художника був портрет. Окрім портретів національних діячів і письменників (Юзефа Шкултети, Павола Орсага, Мартіна Кукучіна) охоче створював портрети відомих жінок — діячок словацької культури і мистецтва: Анни Галашової, Марії Разусової-Мартакової, Анни Шкултетової, Божени Сланчікової-Тімрави, Людмили Рейхлової-Кухарікової, Зори Єсенської, Хани Зелінової.
У 1943 виконав декоративні розписи на тему гуситів у казармі в Мартіні. Також у 1940-х зробив чотири монументальні живописні композиції на історичні теми (словац. Krst Pribinov, Svätý Metod ustanovuje svätého Gorazda za nástupcu, Hurbanova reč k dobrovoľníkom, Za povstania).
У наступні десятиліття цей тип творчості також був запотребованим, і митець продовжував писати монументальні картини переважно у великих державних закладах. Окрім класичного живопису, він також створював сграфіто та мозаїки. Його роботи можна побачити в численних будинках культури, театрах, школах, залізничних вокзалах, зокрема, у Банській Бистриці, Філяковому, Гнушті, Мартіні, Странявах, Світі, Ружомберку, Зволені та Жиліні.
Високу художню цінність мають монументальні вітражі Сташика, які становлять значну частину його творчості. Можемо побачити ці вітражі на залізничних станціях у Банській Бистриці, Світі та Жиліні, в приміщенні Окружного суду в Требишові, в гімназії В. П. Тота в Мартіні.
Його роботи знаходяться у численних словацьких музеях та галереях, зокрема у Словацькій національній галереї (Братислава), у галереях Банської Бистриці, Ліптовського Мікулаша, Нітри та Пряшева, а також у Словацькому національному музеї і в бібліотеці міста Мартіна; у багатьох приватних колекціях.